# Gare de Zōshiki
La gare de Zōshiki (雑色駅, Zōshiki-eki) est une gare ferroviaire de l'arrondissement d'Ōta, à Tokyo au Japon. La gare est exploitée par la compagnie Keikyū.

## Situation ferroviaire
La gare de Zōshiki est située au point kilométrique (PK) 9,4 de la ligne principale Keikyū.

## Histoire
La gare de Zōshiki a été inaugurée le 1er février 1901.

## Service des voyageurs

### Accueil
La gare est située sous les voies qui sont surélevées. Elle est ouverte tous les jours.

### Desserte
- Ligne principale Keikyū :
  - voie 1 : direction  Yokohama
  - voie 2 : direction Aéroport de Haneda ou Shinagawa et Sengakuji (interconnexion avec la ligne Asakusa pour Oshiage)